# Красинское (Ивановская область)
Красинское — село в Приволжском районе Ивановской области, входит в состав Ингарского сельского поселения.

## География
Расположено в 4 км на юго-восток от райцентра города Приволжск.

## История
В XVII веке по административно-территориальному делению село входило в Костромской уезд в Плесский стан. По церковно-административному делению приход относился к Плесской десятине. В 1620 году в селе упоминается церковь "Всемирное Воздвижение креста Господня". В 1678 году "по переписным книгам с Костромы игумена Павла впредь сю церковь писать в селе Красинском". Каменная Крестовоздвиженская церковь с колокольней в селе была построена в 1770 году на средства прихожан. Церковь была обнесена каменной оградой, внутри которой приходское кладбище. Престолов было два: в честь Воздвижения Животворящего Креста Господня и во имя святителя Николая Чудотворца.
В конце XIX — начале XX века село являлось центром Красинской волости Нерехтского уезда Костромской губернии, с 1918 года — Иваново-Вознесенской губернии.
С 1929 года село являлось центром Красинского сельсовета Середского района Ивановской области, с 1946 года — в составе Приволжского района, с 1963 года — в составе Фурмановского района, с 1983 года — вновь в составе Приволжского района, с 2005 года — в составе Ингарского сельского поселения.

## Население
| 1872 | 1897 | 1907 | 2002 | 2010 |
| ---- | ---- | ---- | ---- | ---- |
| 399  | ↘351 | ↗392 | ↘148 | ↘120 |

## Достопримечательности
В селе расположена действующая Церковь Воздвижения Креста Господня (1770)